# Comissió de les Nacions Unides per Palestina
Comissió de les Nacions Unides per Palestina (anglès United Nations Palestine Commission, UNPC, francès Commission des Nations unies pour la Palestine, CNUP) fou creada per la Resolució 181 de les Nacions Unides. Va ser l'encarregada d'implementar el Pla de les Nacions Unides per a la partició de Palestina i actuant com a Govern Provisional de Palestina. La Guerra Civil durant el Mandat Britànic de Palestina (1947-1948) i la negativa del govern britànic d'imposar un esquema que no era acceptable tant per als àrabs com per als jueus a Palestina va impedir que la Comissió complís les seves responsabilitats.

## Motius de la Comissió de Palestina
El 15 de maig de 1948 Palestina, que era una entitat jurídica administrada sota el Mandat de les Nacions Unides per sa Majestat Britànica, però no era un estat sobirà (no era governant), encara que l'autoritat responsable de l'administració de Palestina sobre la terminació del Mandat Britànic de Palestina havia de forçar el canvi. El paper assignat al Regne Unit en l'aplicació de les propostes proposades en la decisió majoritària del comitè ad hoc no era compatible amb les intencions declarades del govern del Regne Unit. A més, atès que la potència mandatària era destinada a retirar-se de Palestina sense assumir cap responsabilitat per establir un nou règim que no tingués el consens general a Palestina, no hi hauria autoritat constituïda periòdicament a les zones evacuades, tret que les Nacions Unides recomanessin un camí en el qual es podia omplir el buit.
Per permetre la transició de poder sense problemes després del 15 de maig de 1948, la Gran Bretanya com a poder mandatari va ser lliurat a la Comissió de les Nacions Unides per Palestina com a Govern Provisional de Palestina. La Comissió de les Nacions Unides seria l'organisme estatutari del Govern de Palestina i l'autoritat amb què l'autoritat del Mandat Britànic faria un acord sobre la transferència dels béns del Govern de Palestina. La Comissió de les Nacions Unides també hauria de ser l'autoritat per a l'administració interna de Palestina i per als seus afers exteriors. El títol del Govern de Palestina consistia en una resolució de l'Assemblea General.

## Tasques de la Comissió de Palestina
El comitè va caracteritzar les seves responsabilitats de la manera següent:
"(i) disposar la transferència progressiva de l'autoritat administrativa del poder obligatori a la Comissió i l'establiment de consells provisionals de govern;
(ii) supervisió del funcionament dels Consells Provisionals de Govern, inclòs el manteniment de l'ordre públic en el període transitori següent a la terminació del Mandat;
(ii) delimitació de fronteres dels Estats àrabs i jueu i la ciutat de Jerusalem;
(iv) exercici del control polític i militar sobre la milícia armada en cadascun dels estats projectats; incloent la selecció dels seus alts comandaments;
(v) els treballs preparatoris en relació amb l'establiment de la Unió Econòmica, inclosa la creació de la Comissió Econòmica Preparatòria i el manteniment dels serveis econòmics amb què es veurà afectat en el període transitori;
(vi) negociacions sobre l'assignació i distribució d'actius;
(vii) manteniment de l'administració i serveis públics essencials després de la terminació de l'Estatut de les Nacions Unides a la ciutat de Jerusalem; i
(ix)[sic] protecció dels Llocs Sagrats."

## Formació
La primera reunió es va celebrar a les 11:00 hores del 9 de gener de 1948 a la Cambra del Consell Econòmic i Social de les Nacions Unides, Lake Success (Nova York);
Els cinc membres de la Comissió van ser:
- Karel Lisicky (president) de Txecoslovàquia
- Raul Diez de Medina (Vicepresident) de Bolívia
- Per Federspiel de Dinamarca
- Eduardo Morgan de Panamà
- Senador Vicente J. Francisco de les Filipines

## Preparacions pel govern
Durant els propers cinc mesos, la Comissió Palestina es familiaritzà amb els afers generals del Govern de Palestina sobre moneda, ferrocarrils, aviació civil, i es va mantenir al tant dels esdeveniments a Palestina pel govern del Regne Unit La Comissió de Palestina va estar en consulta amb els organismes públics a Palestina pel que fa a la formació d'un Consell Provisional de Govern, tot i que  el servei postal semblava ser causa de retards en aquest procés.
El 27 de febrer de 1948 la Comissió Palestina va adoptar la següent declaració política respecte a la continuïtat de l'ocupació dels empleats de l'administració mandatària a Palestina i va demanar al poder mandatari britànic que publiqués la declaració o la distribuís a tots els empleats del Govern actual a Palestina:
| « | La Comissió de les Nacions Unides de Palestina, estant sota els termes de la resolució de l'Assemblea General responsable de l'administració de Palestina immediatament després de la rescissió del Mandat, convida a tots els empleats actuals de l'administració de Palestina a continuar el seu servei amb l'autoritat successora a Palestina quan es rescindeixi el mandat britànic. És la política de la Comissió de les Nacions Unides per Palestina com l'autoritat successora de mantenir els serveis en els mateixos termes i amb els mateixos drets per als empleats que els que gaudien del govern mandatari. Demana a tots els empleats actuals de l'Administració palestina que informin al més aviat possible al Govern mandatari per comunicar-ho a la Comissió, si estarien disposats a romandre al servei de l'administració successora de Palestina en aquests termes." | » |

## Establiment del Govern Provisional
El 12 de març, el govern del Regne Unit va demanar a la Comissió de Palestina que no entrés a Palestina fins a dues setmanes abans de la terminació del mandat.
El 17 de març la Comissió de Palestina va rebre una comunicació del Comitè d'Alliberament Nacional Hebreu que informava a la Comissió de Palestina que s'establirà un Consell Provisional de Govern de la República Hebrea de Palestina a l'abril tot i que la Comissió Palestina no estigués a Palestina.
Comunicació de 26 d'abril 1948 al Regne Unit informant la comissió de l'ONU per Palestina que arribaven tard per no estar a la Palestina jueva per seleccionar el Govern Provisional de Palestina.

## Comissió de Palestina s'ajornava sine die
L'Assemblea General va aprovar una resolució que va rellevava la Comissió de les Nacions Unides de Palestina de l'exercici més enllà de les seves responsabilitats, i el seu mandat de l'Assemblea General es va resoldre efectivament el 14 de maig de 1948.
En la seva 75a reunió, el 17 de maig, la Comissió de Palestina es va suspendre sine die.
El Dr. Karel Lisicky (Txecoslovàquia), president, va dir
| « | "Ens dissolem amb la nostra consciència clara. No tenim por sobre el judici de la història". | » |

El Dr. Lisicky va afegir més tard
| « | "tenint en compte que legalment no podem dissoldre'ns, estarem morts sota la ficció legal que continuem." | » |

Era l'opinió general dels membres de la Comissió que la resolució de l'Assemblea General de 29 de novembre de 1947, es va mantenir intacta i que, per tant, la Comissió no hi era i no podia ser dissolta legalment.